# Bosonidi
I Bosonidi furono una dinastia sovrana franca che prese nome da Bosone il Vecchio, conte franco di Torino e conte del Valois, vissuto nel IX secolo.
I Bosonidi furono Re, Duchi, Conti e Vescovi durante l'epoca Carolingia e Provenzale. Inoltre, diversi membri della famiglia si unirono in matrimonio con la dinastia reale Carolingia.
Il più grande membro della dinastia bosonide fu Bosone I di Provenza.

## Genealogia
La genealogia dei discendenti di Bosone è abbastanza incerta, dal momento che non è chiaro se Bivin di Vienne sia figlio, genero o nipote di Bosone
```
Bosone il Vecchio
 (? – ca. 855)
=  Engeltrude
│
├── 
Teutberga
 (?-876)
│   = 
Lotario II di Lotaringia

│
├── Richilde (?-?)
│   = 
Bivin di Vienne

│
├── Bosone (820/825-874/878), conte del Vallese
│
└── 
Uberto del Vallese
 (?-864)
    = ?
    │ 
    └── 
Tebaldo d'Arles
 (850-895), conte di Arles
        = 
Berta di Lotaringia
 (?-†925)
        │ 
        ├── 
Ugo d'Arles
 (
882
-947), conte d'Arles, 
conte di Provenza
 e 
re d'Italia

        │   = 
Willa di Provenza
, (873-†914)
        │   = Ada ?
        │   = 
 Marozia

        │   = 
Berta di Svevia
 (907-966)
        │   │
        │   ├── 
Uberto di Toscana
(
naturale
)(?-970), marchese di Toscana, duca di Spoleto
        │   │   = 
Willa
, figlia di Bonifacio I di Spoleto e di Waldrada di Borgogna
        │   │   │
        │   │   ├── 
Ugo II di Toscana
 (ca. 950 - 21 dicembre 1001), marchese di Toscana
        │   │   │   = Giuditta
        │   │   │   │
        │   │   │   └── 
Willa

        │   │   │       = Roberto, conte
        │   │   │       = Ardoino o Ardicio, Conte
        │   │   │
        │   │   └── Waldrada
        │   │       =
Pietro IV Candiano
, doge di Venezia
        │   │
        │   ├── Alda (924-?)
        │   │   = 
Alberico II di Spoleto
 (911-954)
        │   │
        │   ├── 
Lotario
 (925-950), re d'Italia.
        │   │   = 
Adelaide di Borgogna

        │   │   │
        │   │   └── Emma (948-?)
        │   │       = 
Lotario di Francia

        │   │
        │   └── Berta (927-949), 
naturale

        │       = 
Romano II
 
        │ 
        ├── 
Bosone d'Arles
 (885-936), conte d'Arles e 
conte di Provenza

        │   = ?
        │   │
        │   └── 
Rotboldo il Vecchi
o (907-936) = Ermengarda d'Aquitania da cui ebbe 
Bosone II di Provenza
, da cui 
Rotboldo II di Provenza
 e 
Guglielmo I di Provenza

        │  
        │     
        │   = Willa di Borgogna
        │   │
        │   ├── 
Willa III d'Arles
 (912-970)
        │   │ = 
Berengario II

        │   │
        │   ├── Berta d'Arles (913-965)
        │   │   = Bosone di Borgogna (895-935)
        │   │   = 
Raimondo I di Rouergue
 (?-† 961)
        │   │
        │   ├── Richilde
        │   │
        │   └── Gisella
        │ 
        ├── Teuberga d'Arles (890–948)
        │   = Garniero di Sens (?-
924
), conte di Troyes e visconte di Sens
        │ 
        └── figlia (?-ca. 
924
) 
```

Ipotizzando che Bivin di Vienne fosse figlio o nipote di Bosone la discendenza di questo ramo della famiglia sarebbe:
```
Bivin di Vienne

= ?
│
├── 
Bosone V di Provenza
 (844-887), duca d'
Italia
, re d'
Aquitania
 e 
re di Provenza
.
│   = ? 
│   │
│   ├── Ermengarda (?-?)
│   │   = Manasse di Châlon
│   │
│   └── 
Willa di Provenza
 (
873
-
914
)
│       = 
Rodolfo I di Borgogna

│       = 
Ugo d'Arles

│   
│   = 
Ermengarda

│   │
│   ├── Engelberga (?-?)
│   │   = Carlomanno
│   │   = 
Guglielmo I di Aquitania
 detto il Pio
│   │
│   └── 
Ludovico il Cieco
 (
882
-† 
928
), re di Provenza (887-928), re d'Italia (
900
), imperatore d'Occidente (
901
-
905
)
│       = 
Anna di Costantinopoli
 (885-912)
│
├── 
Richilde
 (ca. 
845
-
910
)
│   = 
Carlo il Calvo
 imperatrice d'Occidente. 
│
├── 
Riccardo il Giustiziere
 (858-921), conte di 
Autun
 e prima marchese e poi duca di Borgogna
│   = Adeliaide
│   │
│   ├── 
Raul
 (890-936), conte d'Auxerre, duca di Borgogna Transgiurana e re di Francia
│   │   = Emma di Francia
│   │
│   ├── 
Ugo il Nero
 (891-952), duca di Borgogna
│   │
│   ├── Bosone (895-935)
│   │   = Berta d'Arles (913-965)
│   │
│   ├── Adelaide o Alice (896-?)
│   │   = Ranieri II di Hainault (?-931)
│   │
│   └──  Ermengarda (?-?)
│       = 
Gilberto di Châlon
 (?-956)
│
└── Radberto (?-?) vescovo di 
Valence
.
```